# Условная вероятность
Усло́вная вероя́тность — вероятность наступления события {\displaystyle A} при условии, что событие {\displaystyle B} произошло. Обозначается как {\displaystyle P(A|B)}.
Очевидный частный случай: {\displaystyle P(A|A)=1=100\%} неплохо иллюстрируется шуткой «Интернет-опрос показал, что 100 % респондентов пользуются интернетом».
Условная вероятность является одним из наиболее фундаментальных и одним из наиболее важных понятий теории вероятностей.
Если {\displaystyle P(A|B)=P(A)}, то события {\displaystyle A} и {\displaystyle B} называются независимыми, то есть знание об одном из них не влияет на вероятность другого.
Кроме того, в общем случае {\displaystyle P(A|B)\neq P(B|A)}. Например, если у вас лихорадка денге (событие {\displaystyle B}), то вероятность получить положительный результат теста на лихорадку (событие {\displaystyle A}) {\displaystyle 90\%}, то есть {\displaystyle P(A|B)=90\%}.
И, наоборот, если вы получили положительный результат теста на лихорадку денге, вероятность того, что она у вас есть всего {\displaystyle 15\%}.
В этом случае произошло событие {\displaystyle B} (наличие лихорадки денге) при условии события {\displaystyle A} (тест положительный), то есть {\displaystyle P(B|A)=15\%}.
При ошибочном приравнивании двух вероятностей возникают различные заблуждения, такие как ошибка базового процента. Для точного подсчета условной вероятности используют теорему Байеса.

## Определение

### В соответствии с событием

#### Определение Колмогорова
Пусть два события {\displaystyle A} и {\displaystyle B} принадлежат {\displaystyle \sigma }- полю вероятностного пространства и {\displaystyle P(B)>0}.
Условная вероятность {\displaystyle A} при условии {\displaystyle B} равняется частному от деления вероятности событий {\displaystyle A} и {\displaystyle B} на вероятность {\displaystyle B}:
{\displaystyle P(A|B)={\frac {P(A\cap B)}{P(B)}}}
Обратите внимание на то, что это определение, а не теоретический результат.
Мы просто обозначаем величину {\displaystyle {\displaystyle {\frac {P(A\cap B)}{P(B)}}}} как {\displaystyle P(A|B)} и называем её условной вероятностью {\displaystyle A} при условии {\displaystyle B}.

#### Условная вероятность как аксиома вероятности
Некоторые авторы, такие как де Финетти, предпочитают вводить условную вероятность как аксиому вероятности:
{\displaystyle P(A\cap B)=P(A|B)P(B)}.

#### Условная вероятность как вероятность условного события
Условную вероятность можно обозначить как вероятность условного события {\displaystyle A_{B}}.
Предполагается, что испытание, лежащее в основе событий {\displaystyle A} и {\displaystyle B}, повторяется. Тогда условная вероятность равна
{\displaystyle {\displaystyle P(A_{B})={\frac {P(A\cap B)}{P(B)}}},}
что соответствует определению условной вероятности Колмогорова.
Заметим, что уравнение {\displaystyle {\displaystyle P(A_{B})=P(A\cap B)/P(B)}}является теоретическим результатом, а не определением.
Определение через условные события можно понять в терминах аксиом Колмогорова и, особенно близко к колмогоровской интерпретации вероятности, в терминах экспериментальных данных. Например, условные события могут повторяться, что приводит к обобщенному понятию условного события {\displaystyle {\displaystyle A_{B(n)}}.} Их можно записать как последовательность независимых и одинаково распределенных случайных величин {\displaystyle {\displaystyle (A_{B(n)})_{n\geq 1}},}откуда следует усиленный закон больших чисел для условной вероятности:
{\displaystyle {\displaystyle P({\underset {n\longrightarrow \infty }{\lim }}{\overline {A_{B}^{n}}}=P(A|B))=100\%}.}

#### Теоретико-множественное определение
Если {\displaystyle P(B)=0}, то, согласно определению, условная вероятность {\displaystyle P(A|B)}не задана. Однако её можно определить относительно σ-алгебры таких событий (например, возникающих из непрерывной случайной величины).
Например, если {\displaystyle X}и {\displaystyle Y}- невырожденные и совместно непрерывные случайные величины с плотностью распределения {\displaystyle f_{X,Y}(x,y)} и {\displaystyle B} имеет положительную меру, то
{\displaystyle {\displaystyle P(X\in A\mid Y\in B)={\frac {\int _{y\in B}\int _{x\in A}f_{X,Y}(x,y)\,dx\,dy}{\int _{y\in B}\int _{x\in \mathbb {R} }f_{X,Y}(x,y)\,dx\,dy}}.}}
Случай, когда мера {\displaystyle B} равна нулю, проблематичен. Если {\displaystyle B=\{y_{0}\}}, то условную вероятность можно попытаться записать в виде
{\displaystyle {\displaystyle P(X\in A\mid Y=y_{0})={\frac {\int _{x\in A}f_{X,Y}(x,y_{0})\,dx}{\int _{x\in \mathbb {R} }f_{X,Y}(x,y_{0})\,dx}},}}
однако этот подход приводит к парадоксу Бореля — Колмогорова. Общий случай нулевой меры еще более проблематичен, потому что предел, при всех {\displaystyle \delta y_{i}}стремящихся к нулю,
{\displaystyle {\displaystyle P(X\in A\mid Y\in \cup _{i}[y_{i},y_{i}+\delta y_{i}])\approxeq {\frac {\sum _{i}\int _{x\in A}f_{X,Y}(x,y_{i})\,dx\,\delta y_{i}}{\sum _{i}\int _{x\in \mathbb {R} }f_{X,Y}(x,y_{i})\,dx\,\delta y_{i}}},}}
зависит от их отношения, когда они стремятся к нулю.
Корректно условную вероятность в общем виде можно задать как условное математическое ожидание от индикаторной функции. При этом, поскольку условное математическое ожидание задано с точностью до почти всюду, условную вероятность от события, имеющего вероятность ноль, можно доопределить произвольным образом.
Ситуация меняется, если событие зависит от некоторого параметра.
В этом случае, хотя вероятность каждого значения параметра может оказаться ноль, а значит и условная вероятность при каждом таком параметре формально не задана, можно определить зависящую от параметра условную вероятность так, чтобы она была корректна определена почти всюду.

### В соответствии со случайной величиной
Пусть {\displaystyle X} — случайная величина, а {\displaystyle A} — событие.
Условная вероятность {\displaystyle A} при условии {\displaystyle X} обозначается как случайная величина {\displaystyle P(A|X)}, которая принимает значение
{\displaystyle P(A\mid X=x)}
всякий раз, когда
{\displaystyle X=x.}
Это можно записать более формально
{\displaystyle P(A|X)(\omega )=P(A\mid X=X(\omega )).}
Теперь условная вероятность {\displaystyle P(A|X)} уже является функцией от {\displaystyle X}: например, если функция {\displaystyle g} определяется как
{\displaystyle {\displaystyle g(x)=P(A\mid X=x),}}
тогда
{\displaystyle {\displaystyle P(A|X)=g\circ X.}}
В частности, {\displaystyle P(A|X)} задано только почти всюду. В общем случае, {\displaystyle P(A|X)} корректно ввести через условное математическое ожидание: условное математическое ожидание функции {\displaystyle g} относительно случайной величины {\displaystyle X}.
В случае дискретной случайной величины {\displaystyle X} корректно воспользоваться теоретико-множественным определением, поскольку события {\displaystyle X=x}имеют ненулевую вероятность.

### Частичная условная вероятность
Частичная условная вероятность {\displaystyle {\displaystyle P(A|B_{1}\equiv b_{1}\cdots B_{m}\equiv b_{m})}} события {\displaystyle A} при условии событий {\displaystyle B_{i}}, произошедших с вероятностью {\displaystyle b_{i}}не равна {\displaystyle 100\%.}
Частичная условная вероятность имеет смысл, если условия проверятся в серии из {\displaystyle n}повторений эксперимента. Такая {\displaystyle n} — ограниченная частичная условная вероятность может быть определена как условное математическое ожидание появления события {\displaystyle A} в серии из {\displaystyle n}проверок, которые соответствуют всем вероятностным спецификациям {\displaystyle {\displaystyle B_{i}\equiv b_{i}}}, то есть:
{\displaystyle {\displaystyle P^{n}(A|B_{1}\equiv b_{1}\cdots B_{m}\equiv b_{m})=E({\overline {A^{n}}}|{\overline {B_{1}^{n}}}=b_{1}\cdots {\overline {B_{m}^{n}}}=b_{m})}}
Исходя из этого, частичную условную вероятность можно записать как
{\displaystyle {\displaystyle P(A|B_{1}\equiv b_{1}\cdots B_{m}\equiv b_{m})={\underset {n\longrightarrow \infty }{lim}}P^{n}(A|B_{1}\equiv b_{1}\cdots B_{m}\equiv b_{m})}}, где {\displaystyle b_{i},n\in \mathbb {N} }

## Примеры
Предположим, что кто-то бросает две честные шестигранные кости, и мы должны предсказать результат.
Пусть {\displaystyle D_{1}}- значение, выпавшее на первой кости.
Пусть {\displaystyle D_{2}} — значение, выпавшее на второй кости.
Какова вероятность того, что {\displaystyle D_{1}=2}?
В таблице 1 показано вероятностное пространство из {\displaystyle 36} случаев.
Также общее количество исходов равно числу размещений c повторениями {\displaystyle {\bar {A_{6}^{2}}}=6^{2}=36.}

Ясно, что {\displaystyle D_{1}=2} ровно в {\displaystyle 6} случаях из {\displaystyle 36}; таким образом, {\displaystyle P(D_{1}=2)=6/36=1/6.}
| +                     | + | {\displaystyle D_{2}} | {\displaystyle D_{2}} | {\displaystyle D_{2}} | {\displaystyle D_{2}} | {\displaystyle D_{2}} | {\displaystyle D_{2}} |
| +                     | + | 1                     | 2                     | 3                     | 4                     | 5                     | 6                     |
| --------------------- | - | --------------------- | --------------------- | --------------------- | --------------------- | --------------------- | --------------------- |
| {\displaystyle D_{1}} | 1 | 2                     | 3                     | 4                     | 5                     | 6                     | 7                     |
| {\displaystyle D_{1}} | 2 | 3                     | 4                     | 5                     | 6                     | 7                     | 8                     |
| {\displaystyle D_{1}} | 3 | 4                     | 5                     | 6                     | 7                     | 8                     | 9                     |
| {\displaystyle D_{1}} | 4 | 5                     | 6                     | 7                     | 8                     | 9                     | 10                    |
| {\displaystyle D_{1}} | 5 | 6                     | 7                     | 8                     | 9                     | 10                    | 11                    |
| {\displaystyle D_{1}} | 6 | 7                     | 8                     | 9                     | 10                    | 11                    | 12                    |

Какова вероятность того, что {\displaystyle D_{1}+D_{2}\leq 5}?

В таблице 2 показано, что {\displaystyle D_{1}+D_{2}\leq 5} ровно для {\displaystyle 10} из тех же {\displaystyle 36} результатов, таким образом, {\displaystyle P(D_{1}+D_{2}\leq 5)=10/36.}
| +                     | + | {\displaystyle D_{2}} | {\displaystyle D_{2}} | {\displaystyle D_{2}} | {\displaystyle D_{2}} | {\displaystyle D_{2}} | {\displaystyle D_{2}} |
| +                     | + | 1                     | 2                     | 3                     | 4                     | 5                     | 6                     |
| --------------------- | - | --------------------- | --------------------- | --------------------- | --------------------- | --------------------- | --------------------- |
| {\displaystyle D_{1}} | 1 | 2                     | 3                     | 4                     | 5                     | 6                     | 7                     |
| {\displaystyle D_{1}} | 2 | 3                     | 4                     | 5                     | 6                     | 7                     | 8                     |
| {\displaystyle D_{1}} | 3 | 4                     | 5                     | 6                     | 7                     | 8                     | 9                     |
| {\displaystyle D_{1}} | 4 | 5                     | 6                     | 7                     | 8                     | 9                     | 10                    |
| {\displaystyle D_{1}} | 5 | 6                     | 7                     | 8                     | 9                     | 10                    | 11                    |
| {\displaystyle D_{1}} | 6 | 7                     | 8                     | 9                     | 10                    | 11                    | 12                    |

Какова вероятность того, что {\displaystyle D_{1}=2} при условии, что {\displaystyle D_{1}+D_{2}\leq 5}?
В таблице 3 показано, что {\displaystyle D_{1}=2} при условии, что {\displaystyle D_{1}+D_{2}\leq 5} ровно для {\displaystyle 3} из {\displaystyle 10} результатов .
Таким образом, условная вероятность {\displaystyle P(D_{1}=2|D_{1}+D_{2}\leq 5)=3/10=0,3.} Это видно из определения, введенного нами ранее:
{\displaystyle \displaystyle P(A|B)={\tfrac {P(A\cap B)}{P(B)}}={\tfrac {3/36}{10/36}}={\tfrac {3}{10}}}
здесь {\displaystyle P(A\cap B)} — вероятность совместного появления двух зависимых событий, которая вычисляется как

отношение числа благоприятных исходов {\displaystyle 1*3} (количество размещений двух костей с {\displaystyle D_{2}\leq 3} и {\displaystyle D_{1}=2}) к числу всех возможных исходов {\displaystyle 36}.
| +                     | + | {\displaystyle D_{2}} | {\displaystyle D_{2}} | {\displaystyle D_{2}} | {\displaystyle D_{2}} | {\displaystyle D_{2}} | {\displaystyle D_{2}} |
| +                     | + | 1                     | 2                     | 3                     | 4                     | 5                     | 6                     |
| --------------------- | - | --------------------- | --------------------- | --------------------- | --------------------- | --------------------- | --------------------- |
| {\displaystyle D_{1}} | 1 | 2                     | 3                     | 4                     | 5                     | 6                     | 7                     |
| {\displaystyle D_{1}} | 2 | 3                     | 4                     | 5                     | 6                     | 7                     | 8                     |
| {\displaystyle D_{1}} | 3 | 4                     | 5                     | 6                     | 7                     | 8                     | 9                     |
| {\displaystyle D_{1}} | 4 | 5                     | 6                     | 7                     | 8                     | 9                     | 10                    |
| {\displaystyle D_{1}} | 5 | 6                     | 7                     | 8                     | 9                     | 10                    | 11                    |
| {\displaystyle D_{1}} | 6 | 7                     | 8                     | 9                     | 10                    | 11                    | 12                    |

## Независимость событий
События {\displaystyle A} и {\displaystyle B} называются независимыми, если
{\displaystyle {\displaystyle P(A\cap B)=P(A)P(B).}}
Если {\displaystyle P(B)\neq 0}, то
{\displaystyle {\displaystyle P(A|B)=P(A).}}
Аналогично, если {\displaystyle P(A)\neq 0}, то
{\displaystyle {\displaystyle P(B|A)=P(B).}}

##### Независимые события против взаимоисключающих событий
Как говорилось ранее, независимость событий означает, что
{\displaystyle {\displaystyle P(A|B)=P(A)\quad {\text{и}}\quad P(B|A)=P(B)}}
при условии, что вероятность условия не равна нулю. Однако если события взаимоисключающие, то
{\displaystyle {\displaystyle P(A|B)=0,\quad P(B|A)=0,\quad {\text{и}}\quad P(A\cap B)=0.}}
Фактически, взаимоисключающие события не могут быть независимыми, поскольку знание о том, что одно из событий произошло, говорит о том, что другое не произошло.

## Заблуждения

### Вероятность события А при условии B равна вероятности события B при условии А
В общем случае нельзя считать, что {\displaystyle P(A|B)\approx P(B|A).} Связь между {\displaystyle {\displaystyle P(A|B)}} и {\displaystyle {\displaystyle P(B|A)}} задается формулой Байеса:
{\displaystyle {\displaystyle {\begin{aligned}P(B|A)&={\frac {P(A|B)P(B)}{P(A)}}\Leftrightarrow {\frac {P(B|A)}{P(A|B)}}={\frac {P(B)}{P(A)}}\end{aligned}}}}
То есть {\displaystyle P(A|B)\approx P(B|A),} только если {\displaystyle {\frac {P(B)}{P(A)}}\approx 1,} что равносильно {\displaystyle P(A)\approx P(B).}

### Предельная вероятность равна условной вероятности
В общем случае нельзя считать, что {\displaystyle P(A)\approx P(A|B).} Эти вероятности связаны формулой полной вероятности:
{\displaystyle P(A)=\sum _{n}P(A\cap B_{n})=\sum _{n}P(A|B_{n})P(B_{n}),}
где события {\displaystyle B_{n}}образуют счетное разбиение {\displaystyle \Omega }.
Это заблуждение может возникнуть в результате смещения выбора. Например, в контексте медицинского утверждения, {\displaystyle S_{C}}является событием, которое происходит вследствие хронической болезни {\displaystyle S} при обстоятельстве (острое состояние) {\displaystyle C}. Пусть {\displaystyle H}- событие, когда человек обращается за медицинской помощью. Предположим, что в большинстве случаев {\displaystyle C} не вызывает {\displaystyle S}, поэтому {\displaystyle P(S_{C})} является низкой. Предположим также, что медицинское вмешательство требуется только, если {\displaystyle S} произошло из-за {\displaystyle C}. Исходя из опыта пациентов, врач может ошибочно заключить, что {\displaystyle P(S_{C})} высока. Фактической вероятностью, наблюдаемой врачом, является {\displaystyle P(S_{C}|H)}.

## Формальное определение
Формально {\displaystyle {\displaystyle P(A|B)}} можно задать как новую вероятность на том же вероятностном пространстве, потребовав, чтобы вероятность событий, содержащихся целиком в {\displaystyle B}, изменилась в одно и то же число раз, а события, целиком содержащиеся в не {\displaystyle B}, имеют вероятность {\displaystyle 0}.
Пусть {\displaystyle \Omega }- пространство элементарных исходов {\displaystyle \{\omega \}}. Предположим, что произошло событие {\displaystyle B\subseteq \Omega }. Новое значение вероятности будет присвоено {\displaystyle \{\omega \}}. Новое распределение для некоторого постоянного коэффициента {\displaystyle \alpha }равно:
{\displaystyle {\begin{aligned}&{\text{1. }}\omega \in B:P(\omega |B)=\alpha P(\omega )\\&{\text{2. }}\omega \notin B:P(\omega |B)=0\\&{\text{3. }}\sum _{\omega \in \Omega }{P(\omega |B)}=1.\end{aligned}}}
Подставляем 1 и 2 в 3, чтобы выразить α:
{\displaystyle {\displaystyle {\begin{aligned}1&=\sum _{\omega \in \Omega }{P(\omega |B)}=\sum _{\omega \in B}{P(\omega |B)}+{\cancelto {0}{\sum _{\omega \notin B}P(\omega |B)}}=\alpha \sum _{\omega \in B}{P(\omega )}=\alpha \cdot P(B)\Rightarrow \alpha ={\frac {1}{P(B)}}\end{aligned}}}}
Таким образом, новое распределение равно
{\displaystyle {\begin{aligned}{\text{1. }}\omega \in B&:P(\omega |B)={\frac {P(\omega )}{P(B)}}\\{\text{2. }}\omega \notin B&:P(\omega |B)=0\end{aligned}}}
Теперь для события {\displaystyle A}:
{\displaystyle {\begin{aligned}P(A|B)&=\sum _{\omega \in A\cap B}{P(\omega |B)}+{\cancelto {0}{\sum _{\omega \in A\cap B^{c}}P(\omega |B)}}=\sum _{\omega \in A\cap B}{\frac {P(\omega )}{P(B)}}={\frac {P(A\cap B)}{P(B)}}\end{aligned}}}